# Zimmermann (Rennwagen)
Der Zimmermann war ein Formel-Junior-Rennwagen der späten 1950er-Jahre.

## Entwicklungsgeschichte und Technik
Willi Zimmermann (* 1928) war einer der vielen deutschen Konstrukteure, die Ende der 1950er-Jahre begannen, einen Rennwagen für die Formel Junior zu bauen. Die Konstruktion von Zimmermann unterschied sich jedoch in einem wesentlichen Punkt von den Konstruktionen seiner Zeitgenossen. Die Konkurrenz setzte beim Antrieb in erster Linie auf vorn eingebaute DKW-Motoren. Zimmermann entschied sich jedoch für einen Mittelmotor (inspiriert von der Bauweise der Formel-Junior-Cooper) und verwendete einen Goliath-Hansa-Vierzylinder-Boxermotor. Der Goliath-Motor war im Gegensatz zum Zweitakt-DKW ein Viertaktmotor mit OHV-Ventilsteuerung. Entsprechend dem Reglement betrug der Hubraum 1093 cm³ (Bohrung 74 mm, Hub 64 mm). Der Wagen hatte einen Gitterrohrrahmen und Einzelradaufhängung an je einer Querblattfeder sowie unteren Dreiecksquerlenkern vorn und hinten.
Im Vergleich zu den filigranen Cooper-Rennwagen wirkte der Wagen stämmig, was damals der vorherrschende Konstruktionsstil war. Innerhalb kurzer Zeit stellte sich heraus, dass der Goliath-Motor zu defektanfällig war. So rüstete Zimmermann das Fahrzeug 1960 doch auf einen DKW-Motor um. Da die Konkurrenz inzwischen immer dichter wurde und Zimmermann die Geldmittel für einen Neubau fehlten, zog sich das kleine Team bald zurück.

## Renngeschichte
Willi Zimmermann war Konstrukteur und Fahrer in Personalunion. 1950 gewann er auf einem MH2 mit BMW-Motor das für Kleinstrennwagen ausgeschriebene Tübinger-Stadtring-Rennen. Später bestritt er Formel-2-Rennen mit einem Lotus 12 und startete 1959 und 1960 mit dem Zimmermann in der deutschen Formel-Junior-Meisterschaft. 1960 beendete er diese Meisterschaft hinter Gerhard Mitter, Kurt Ahrens junior, Herbert Ott und Sepp Liebl an der fünften Stelle. 1961 startete Zimmermann unter anderem noch einmal beim Eifelrennen auf dem Nürburgring und belegte mit seinem Zimmermann-DKW Platz 14; 28 Wagen waren gestartet, elf kamen nicht ins Ziel.